# گمینا بولسواو (شهرستان دانبرووا)
گمینا بولسواو (شهرستان دانبرووا) (به لهستانی:  Gmina Bolesław) یک گمینا در لهستان است که در شهرستان دانبرووا واقع شده‌است. گمینا بولسواو ۳۵٫۴۱ کیلومتر مربع مساحت و ۲٬۸۶۸ نفر جمعیت دارد.